# Université de Cumbria

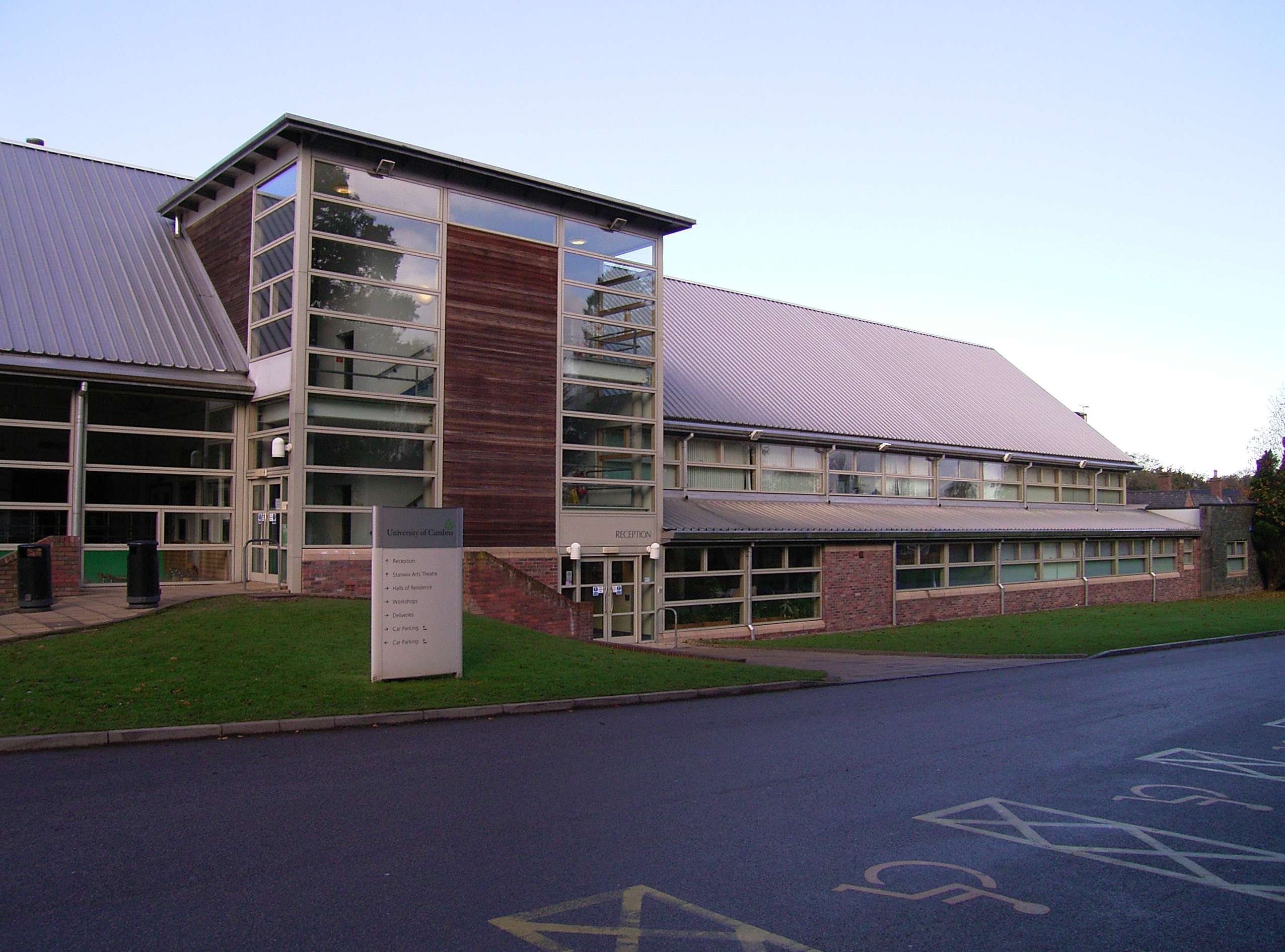
Le campus de Brampton Road de l'Université de Cumbria.

L'Université de Cumbria, fondée le 1er août 2007 dans le comté de Cumbria est une université publique britannique.

## Anciens étudiants
- Heather Williams, physicienne.